# Matawai
I Matawai sono un gruppo etnico diffuso in Suriname ed in misura minore anche in Guyana francese.
Essi sono i discendenti dei cimarroni, schiavi africani fuggiti dalle piantagioni e rifugiatisi nella foresta pluviale, dove hanno mantenuto le proprie abitudini di vita resistendo agli attacchi delle truppe coloniali ed organizzandosi in vere e proprie società tribali, sviluppando un forte spirito identitario.

I Matawai rappresentano una delle ultime comunità cimarrone createsi in ordine di tempo, attestando la propria comparsa attorno al XVIII secolo: essi risiedono lungo il medio corso del fiume Saramacca e la loro consistenza numerica è stimata attorno alle 2000 unità.
La loro storia rimane oscura, in quanto i Matawai, a differenza di altre comunità cimarrone (come gli Aluku o i saramaccani), sono sempre stati piuttosto pacifici nei confronti dei coloni, dimodoché le autorità coloniali hanno lasciato che essi vivessero indisturbati nella foresta, e anzi stipulando con loro un patto basato su ricompense in denaro e beni di prima necessità in cambio di ogni schiavo fuggito dalle piantagioni ad esse riconsegnato: spesso, gli schiavi venivano forniti dalla comunità Kwinti, che non poteva esigere direttamente la ricompensa in quanto ostile alle autorità olandesi. Pare inoltre che i rapporti fra Kwinti e Matawai fossero particolarmente amichevoli durante la seconda metà del XVII secolo, tanto che spesso per cercare rifugio dai raid delle truppe coloniali e degli schiavi interi villaggi Kwinti si unissero a quelli Matawai, neutrali nei confronti degli olandesi.
I Matawai parlano una propria lingua creola, il matawai, considerabile un dialetto del saramaccano parlato dall'affine comunità dei saramaccani.